# Chloropoea theorini
Chloropoea theorini är en fjärilsart som beskrevs av Aurivillius 1891. Chloropoea theorini ingår i släktet Chloropoea och familjen praktfjärilar. Inga underarter finns listade i Catalogue of Life.